# Trichoptya tuhanensis
Trichoptya tuhanensis là một loài bướm đêm trong họ Noctuidae.